# ヴァンセンヌ城
ヴァンセンヌ城（ヴァンセンヌじょう、Château de Vincennes）は、フランスのパリの東方、ヴァンセンヌにある城である。
ヴァンセンヌの森の北方にあり、14世紀から17世紀にわたるフランス王の城である。

## 歴史
他のシャトー同様、ヴァンセンヌ城も狩猟小屋に由来する城で、ルイ7世によって1150年頃に、ヴァンセンヌの森の中に作られた。13世紀、フィリップ2世とルイ9世はこの地に大きな荘園を作り、そのルイ9世は第8回十字軍をこの地から出発させたものであると思われる。
ヴァンセンヌはより堅固な城になっていった。フィリップ3世（1274年）とフィリップ4世（1284年）はこの地で結婚し、14世紀のルイ10世（1316年）、フィリップ5世（1322年）、シャルル4世（1328年）はこの地で亡くなっている。
城は強化されていくにつれ、より大きくなり、14世紀後半にはかつての城にとってかわった。フィリップ5世による1337年から始まった工事で作られたドンジョンの塔は52mの高さを有し、これは中世ヨーロッパの砦の構造物としては最も高いものである。長方形を呈する外壁は二世代ほど後のヴァロワ家の時代の1410年頃に完成された。ドンジョンは王室の住居と見做されており、また図書館として開かれシャルル5世が勉学をした場所である事でも知られている。百年戦争期、フランスに対して優勢を誇ったイングランド王ヘンリー5世はこのドンジョンの中で1422年に亡くなっている。
城内では荊の冠をサント・シャペルが受け取るまで保管されていた。その痕跡はサント・シャペル・ド・ヴァンセンヌに残っている。
17世紀、建築家のルイ・ル・ヴォーはルイ14世の為にアンヌ・ドートリッシュとジュール・マザランの為のパルテールを挟んで対になる隔絶された離れを作ったが、一旦ヴェルサイユ宮殿が全ての中心になるとその後の建築は許されなかった。壮麗な部屋にはルイ14世の初期のスタイルが見られる物もあるが、これらは例えばヴォー＝ル＝ヴィコント城を彼が表現した時より以前の物である。その城をル・ヴォーらに作らせたニコラ・フーケは哀しい哉、ルイ14世の嫉妬を買いヴァンセンヌに左遷され、不便な暮らしを強いられた。1691年にはもう一人の哀しき居住者、ジョン・ヴァンブルーが左遷され、作品のいくつかをこの地での経験から著したとされるが、これに関しては議論がある。

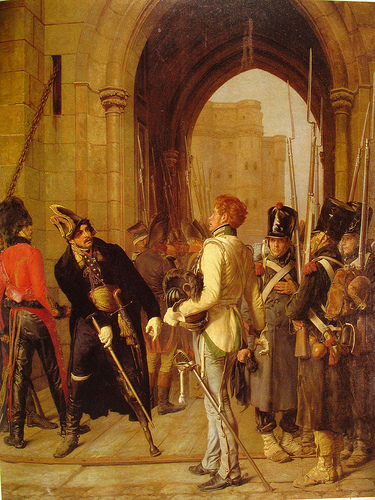
ピエール・ティリュー・ドーメニル 「足が返されればヴァンセンヌを放棄する」

18世紀に放棄されてからも、シャトーは国立セーヴル工場の有するヴァンセンヌ磁器の工場として存続し、そして刑務所となり、マルキ・ド・サドやドゥニ・ディドロ、オノーレ・ミラボー、有名な詐欺師のジャン・アンリ・ラテュード等が収容され、それはカンブレーに由来するイギリス・ベネディクト会衆会の尼僧の集会のようなものであったと形容される。1791年2月末、アントワーヌ＝ジョゼフ・サンテール率いるコルドリエ・クラブに後援され、フォーブル・サンタントワーヌ（現在のパリ11区及び12区界隈）から始まった1000人以上の労働者の暴動はシャトーの周辺を行進し、これはバスティーユ襲撃のように王権の一部を政治犯に渡すためにバールやつるはしを用意させる元となったと言う風説もあるが、その動きは結局ラファイエットにより妨害された。フランス革命期に於いては特に城は役割を果たさなかったが、1796年に軍需工場が出来ると、現在の所有者であるフランス軍に渡っている。ナポレオン戦争期、ヴァグラムの戦いで足を失い木の義足となったピエール・ティリュー・ドーメニルは1812年にこの城の防衛任務を命ぜられた。ライプツィヒの戦いで大きな損害を被った直後に第六次対仏大同盟でパリが攻撃された戦い、パリの戦いで彼は「足が返されればヴァンセンヌを放棄する」（Je rendrai Vincennes quand on me rendra ma jambe、）と語った。
この城は処刑の舞台でもあり、1804年にはルイ・アントワーヌ・ド・ブルボン＝コンデが、1917年にはマタ・ハリがこの地で処刑されており、ナチスドイツの支配下でも1944年8月20日に30人の虐殺が執行された。
庭園は19世紀に英国式庭園で作られた。1860年、ナポレオン3世はウジェーヌ・エマニュエル・ヴィオレ・ル・デュクをドンジョンと教会の修復の為に雇用し、ヴァンセンヌの森を彼に与えた。
また、この城は参謀の勤務地でもあり、モーリス・ガムランが1940年にナチスドイツの侵入防衛の連合軍総司令部を置いていたものの、敗北している。現在では国防史編纂部の本拠となっている。

## 様相
初期の城に関しては絵が一枚しか残っていないものの、14世紀以降に関しては多数残っている。城は長方形をしており、その外周は1kmを超えた（330m×175m）。城には六つの塔と三つの門があり、それぞれ元々は13mの高さである。城全体は深い石製の堀で囲まれている。ドンジョンは52mの高さがあり、その外壁は砦の西側を兼ねており、残りの城の部分とは堀で分かたれている。
大壁（grande enceinte）は壁の重さで自立しているのみである。

## ギャラリー

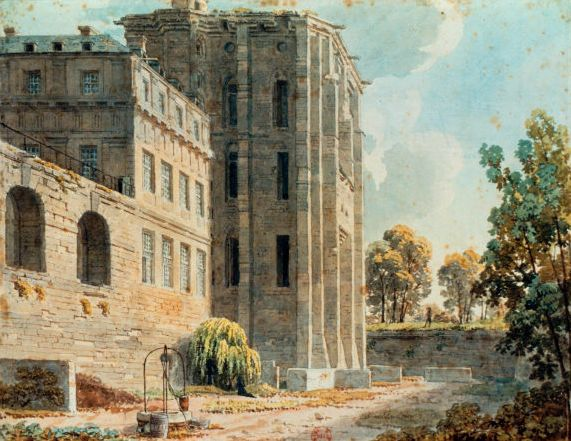
14世紀の城を空堀から
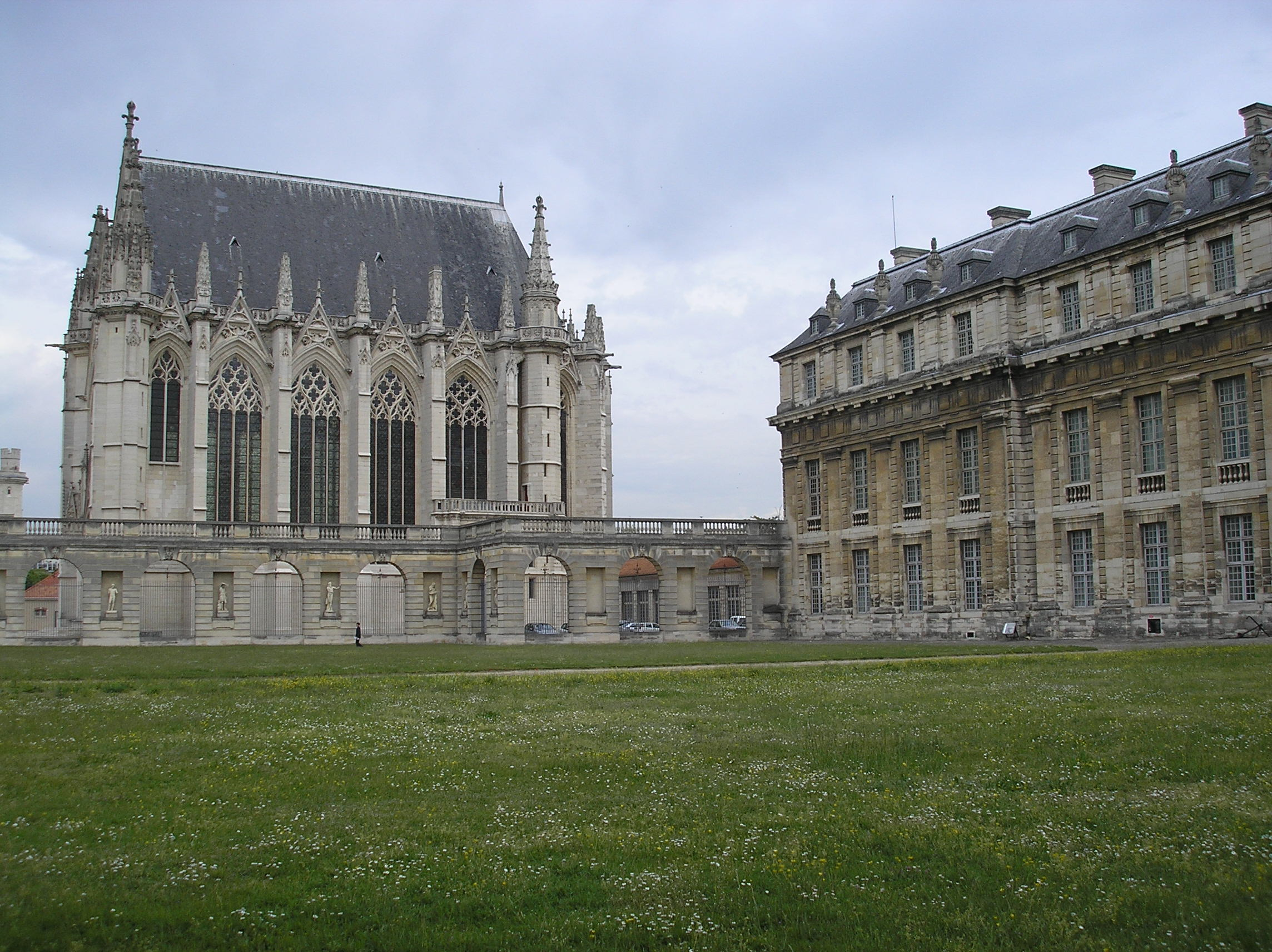
教会とル・ヴォーの作った離れ
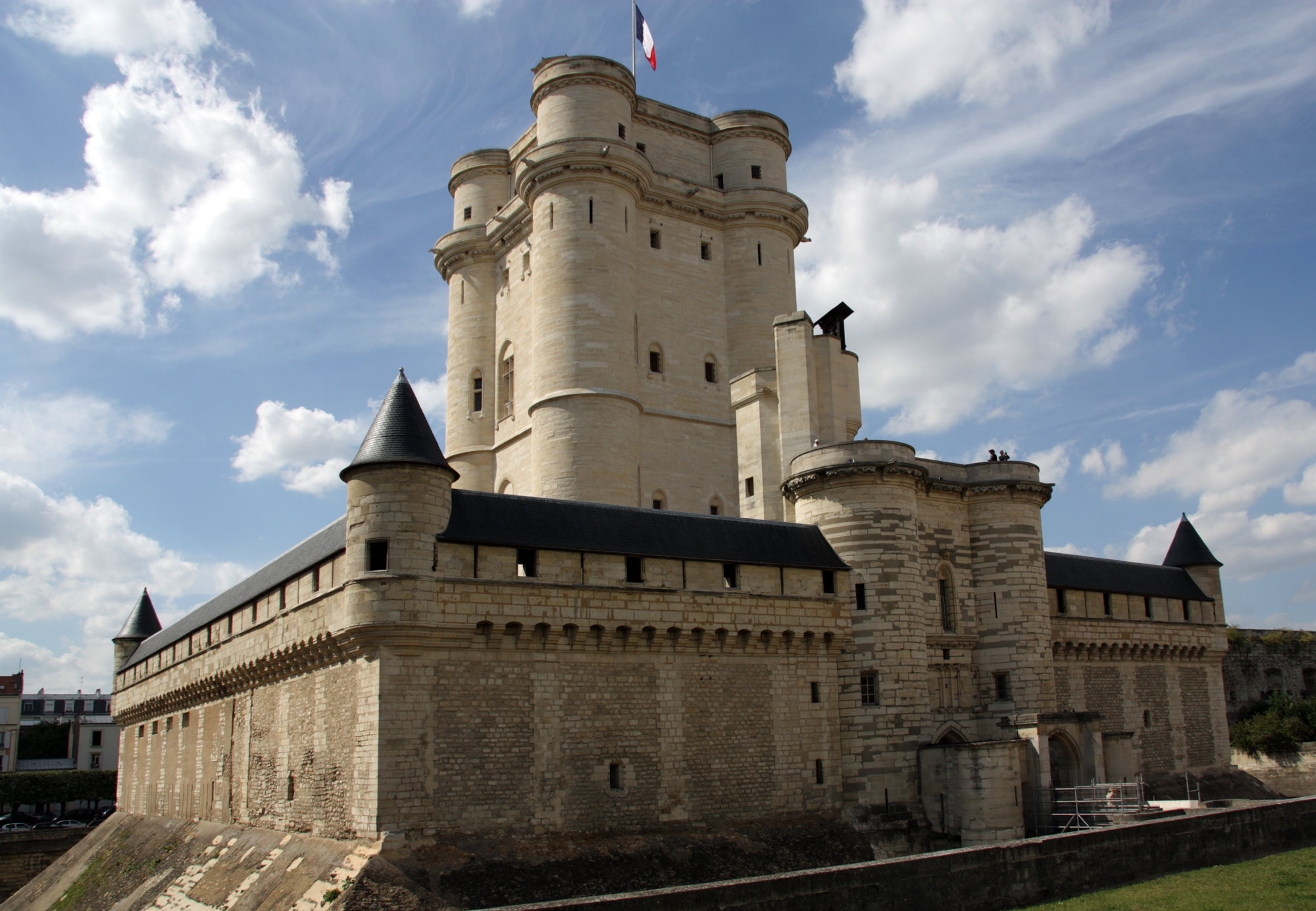
ドンジョンからの広角撮影
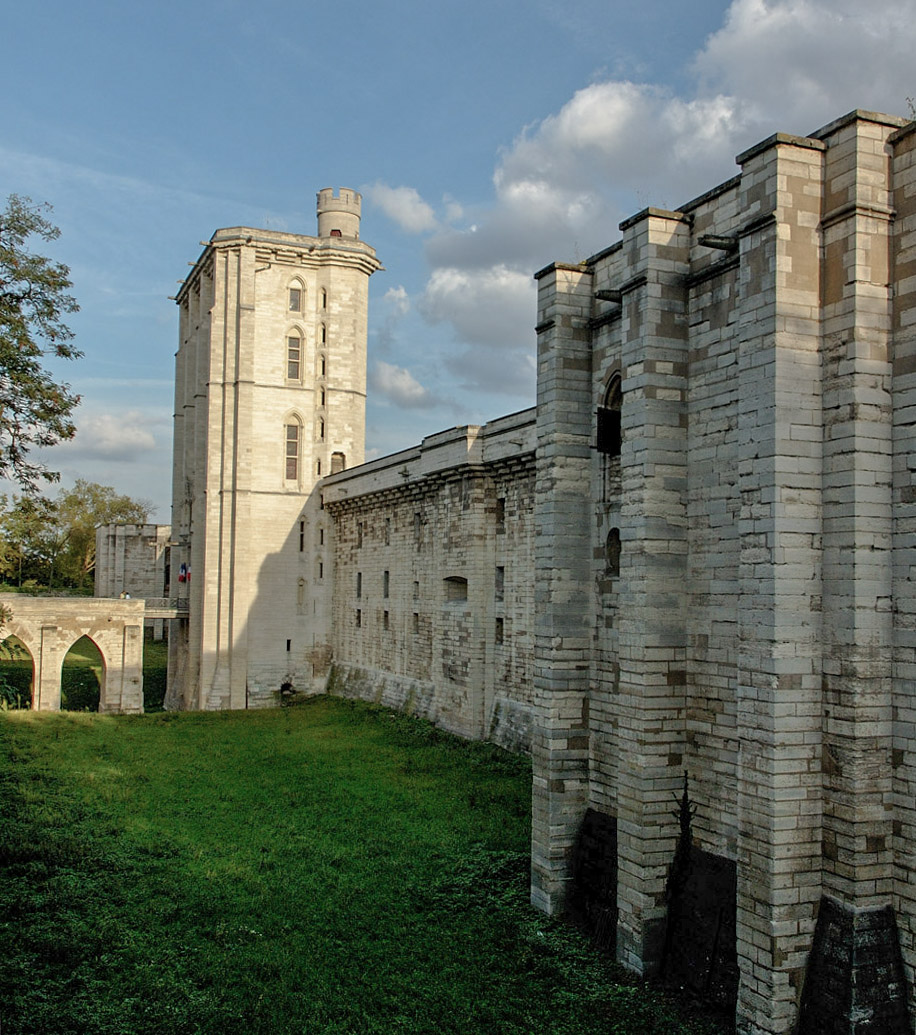
北壁と城門